# Macrodactyla aspera
Macrodactyla aspera is een zeeanemonensoort uit de familie Actiniidae.
Macrodactyla aspera is voor het eerst wetenschappelijk beschreven door Haddon & Shackleton in 1893.